# Helmuth Miethke
Helmuth Miethke (* 29. August 1897 in Ruthenberg, Kreis Schlochau; † nach 1973) war ein deutscher Schriftsteller.

## Leben
Helmuth Miethke wurde als Sohn eines Bauern geboren. Nach der Schule schlug er die Laufbahn eines Lehrers ein. 1935 wurde er Konrektor einer Volksschule in Delitzsch, 1937 Rektor einer Schule in Freyburg, seit 1939 war er Rektor in Kemberg. 1925 begann er mit ersten Versuche als Schriftsteller, wobei er Kurzgeschichten und Kritiken für Bücher und Theateraufführungen schrieb. Von 1928 bis 1933 gehörte er dem Schutzverband deutscher Schriftsteller an. Zum 1. Februar 1933 trat er der NSDAP bei (Mitgliedsnummer 1.447.822). In der Ausgabe Nr. 18 vom November 1958 berichtete die Zeitschrift Neue Deutsche Presse, dass Miethke als Mitglied im Deutsch-Völkischen Schutz- und Trutzbund tätig war. Im NS-Regime habe er als Kreisschulungsleiter der NSDAP und Kreisbeauftragter des Rassenpolitischen Amtes der NSDAP gewirkt.
Im Zweiten Weltkrieg war Miethke Soldat. In der Nachkriegszeit erkrankte er schwer an einer Lungenerkrankung und verbrachte mehrere Jahre in Lungenheilstätten. In den 1950er Jahren war er Mitautor mehrerer Geschichtsbücher für die Schule in der DDR und schrieb, wie er sie nannte, „historisch-biographische Erzählungen“. Dabei gelang es ihm, seine Bücher von der in der DDR herrschenden Ideologie weitgehend freizuhalten. Das geforderte Minimum an Bekenntnis zum Marxismus-Leninismus lieferte er vor allem dadurch ab, dass er Kapitel mit einem Zitat von Karl Marx, Friedrich Engels, Franz Mehring oder von einem anderen Klassiker des Marxismus einleitete und im Literaturverzeichnis Schriften von Marx, Engels, Lenin oder (bis 1956) Stalin an die oberste Stelle setzte, selbst wenn diese mit seinem Thema nichts zu tun hatten. Auch als Rentner betätigte er sich schreibend und verfasste historische Erzählungen mit biographischem Inhalten. Zuletzt lebte er in Kemberg.

## Schriften
- Die Verschworenen. Eine historisch-biographische Erzählung über Arminius. Rütten & Loening, Berlin 1955
- Bewegte Jahre. Eine historisch-biographische Erzählung über Georg Forster. Rütten & Loening, Berlin 1956
- Marschall Vorwärts. Eine historisch-biographische Erzählung über Gebhard Leberecht von Blücher. Rütten & Loening, Berlin 1956
- Der „Bazillenvater“ Koch. Rütten & Loening, Berlin 1958 (zusammen mit Hugo Hertwig)
- Es begann in Boston. Rütten & Loening, Berlin 1959 (über die Boston Tea Party)
- Georg Forster. Weltreisender, Schriftsteller und Revolutionär. Verlag Sprache und Literatur, Halle 1961
- Geh nicht nach Alesia. Prisma-Verlag, Leipzig 1964 (über Vercingetorix)
- Weit sehen die Türme Babylons. Kulturgeschichtlicher Roman über den großen Gesetzgeber Hammurapi. Prisma-Verlag, Leipzig 1971
- Der Palastmedicus. Kinderbuchverlag, Berlin 1976 (über die Stedinger Bauernrepublik und den Stedingerkrieg)